# جهان مرد (ترانه)
جهان مرد (به انگلیسی: Man's World) ترانه‌ای سروده، تهیه و ضبط شده از خواننده و ترانه‌سرای اهل ولز مارینا دیاماندیس برای آلبوم استودیویی پنجم وی رؤیاهای کهن در سرزمینی نوین (۲۰۲۱) است. ترانه بعنوان تک‌آهنگ آغازین از این آلبوم توسط آتلانتیک رکوردز در ۱۸ نوامبر ۲۰۲۰ به انتشار رسید.

## نمودار
| نمودار (۲۰۲۰–۲۰۲۱)                               | اوج جایگاه |
| ------------------------------------------------ | ---------- |
| تک‌آهنگ‌های داغ نیوزیلند (انجمن صنعت ضبط نیوزیلند) | ۳۶         |
| دانلود تک‌آهنگ‌های بریتانیا (اوسی‌سی)               | ۹۶         |
| فروش تک‌آهنگ‌های بریتانیا (شرکت جدول‌های رسمی)      | ۲۹         |